# Lelijan
Lelijan ili Ulpije Kornelije Lelijan (Ulpius Cornelius Laelianus) bio je rimski car uzurpator, suprotstavljen Postumu, tzv. Galskom caru. Njegova vladavina uzurpatora trajala je od kraja veljače do početka lipnja 269. O njegovom se podrijetlu malo zna, pretpostavlja se da dolazi iz Hispanije i da je pripadnik obiteljskog roda Ulpii. Možda je bio u rodu s Trajanom, koji je također vukao podrijetlo iz te obitelji. Proglasio se carem u Moguntiacumu (današnji Mainz) krajem veljače ili početkom ožujka 269. Iako se ne zna njegov položaj, vjeruje se da je bio viši časnik kod Postuma ili legat provincije Gornje Germanije, a možda čak i zapovjednik XXII. legije zvane Primigenia. Lelijan je Postumu predstavljao veliku opasnost jer je zapovjedao već spomenutom XXII. legijom, a imao je i golem utjecaj u VIII. legiji zvanoj Augusta koja je imala sjedište u Strasbourgu. Ne zna se tko ga je ubio te tu postije dvije teze. Prva je, da su ga ubili vlastiti vojnici, a druga je ta da su ga ubili Postumovi vojnici kad su opsjedali Mainz. Uvršten je među trideset tirana u knjizi Historia Augusta (Povijest careva).
| prethodnik Postum | rimski car 269. | nasljednik Marije |